# 大分県道642号鉄輪亀川線
大分県道642号鉄輪亀川線（おおいたけんどう642ごう かんなわかめがわせん）は、大分県別府市を通る一般県道である。

## 概要
別府市上人ケ浜町から別府市大字内竈に至る。起点から大分県道645号亀川別府線交点までは旧国道10号。

### 路線データ
- 起点：大分県別府市上人ケ浜町（上人ヶ浜交差点、国道10号交点）
- 終点：大分県別府市大字内竈（大分県道218号別府山香線交点）

## 歴史
- 1921年（大正10年）12月 - 亀川浜田町 - 終点の区間が地獄循環道路の一部として開通。
- 1959年（昭和34年）3月31日 - 大分県告示第374号により、県道鉄輪亀川線として路線認定される（当時の整理番号は124）[1]。
- 1973年（昭和48年）4月2日 - 大分県告示第250号により鉄輪亀川線として路線認定[2]。
- 1984年（昭和59年）4月 - 国道10号亀川バイパス開通[3]。その後、起点 - 亀川浜田町の区間が道路管理が国土交通省から大分県に変更となる。

## 地理

### 通過する自治体
- 別府市

### 交差する道路
| 交差する道路            | 交差する場所 | 交差する場所          |
| ----------------------- | ------------ | --------------------- |
| 国道10号                | 上人ケ浜町   | 上人ヶ浜交差点 / 起点 |
| 大分県道645号亀川別府線 | 亀川浜田町   |                       |
| 大分県道218号別府山香線 | 大字内竈     | 終点                  |

### 交差する鉄道
- 日豊本線

### 沿線にある施設など
- 別府競輪場
- 日豊本線 亀川駅
- 国立病院機構別府医療センター